# ROH Pure Championship
Il ROH Pure Championship è un titolo di wrestling di proprietà della Ring of Honor ed è detenuto da Wheeler Yuta dal 25 novembre 2023.

## Storia
Fu introdotto nel 2004 quando AJ Styles sconfisse CM Punk al termine di un torneo.
Il 12 agosto 2006 Bryan Danielson (l'ultimo vincitore), ha unificato la cintura con il ROH World Championship determinandone il suo ritiro. Nel 2020 il titolo è stato riattivato, e il torneo per la riassegnazione è stato vinto da Jonathan Gresham.

## Regolamento
A differenza di un normale match di wrestling, il Pure Championship viene conteso in incontri con regole particolari (le Pure Rules):
- I due contendenti devono stringersi la mano all'inizio e alla fine dell'incontro (Code of Honor).
- Ogni lottatore ha a disposizione tre rope break per interrompere schienamenti o tentativi di sottomissione.
- Una volta esauriti i Rope breaks, ogni presa di sottomissione o schienamento non può più essere interrotto.
- Sono vietati i pugni chiusi in faccia. Sono permessi pugni su tutto il corpo escluso l'inguine.
- Sono invece consentiti schiaffi a mano aperta al viso.
- In caso di pugno chiuso il lottatore riceve un'ammonizione. Al secondo avviso scatta la squalifica.
- Il Pure Championship può passare di mano in caso di squalifica del campione.
- In caso scada il limite di tempo, la vittoria verrà assegnata tramite decisione dei giudici presenti a bordo ring.

## Albo d'oro
| N  | Lottatore         | Regni | Data              | Luogo                    | Evento                  | Note                                                                                           |
| -- | ----------------- | ----- | ----------------- | ------------------------ | ----------------------- | ---------------------------------------------------------------------------------------------- |
| 1  | A.J. Styles       | 1     | 14 febbraio 2004  | Braintree, Massachusetts | Second Anniversary Show | Sconfiggendo CM Punk nella finale del torneo che decretava il primo campione                   |
|    | Vacante           | N/A   | 23 aprile 2004    | N/A                      | N/A                     | Reso vacante in seguito al passaggio di Styles alla Total Nonstop Action Wrestling             |
| 2  | Doug Williams     | 1     | 17 luglio 2004    | Elizabeth, New Jersey    | Reborn: Completion      | Sconfiggendo Alex Shelley nella finale di un torneo.                                           |
| 3  | John Walters      | 1     | 28 agosto 2004    | Elizabeth, New Jersey    | Scramble Cage Melee     |                                                                                                |
| 4  | Jay Lethal        | 1     | 5 marzo 2005      | Filadelfia               | Trios Tournament 2005   |                                                                                                |
| 5  | Samoa Joe         | 1     | 7 maggio 2005     | New York                 | Manhatten Mayhem        |                                                                                                |
| 6  | Nigel McGuinness  | 1     | 27 agosto 2005    | Buffalo, New York        | Dragon Gate Invasion    |                                                                                                |
| 7  | Bryan Danielson   | 1     | 12 agosto 2006    | Liverpool                | Unified                 |                                                                                                |
|    | Ritirato          | N/A   | 12 agosto 2006    | Liverpool                | Unified                 | Unificato con il ROH World Championship.                                                       |
| 8  | Jonathan Gresham  | 1     | 23 agosto 2020    | Baltimore                | ROH Pure Tournament     | Sconfigge nella finale del torneo per la riassegnazione Tracy Williams. In onda il 31 ottobre. |
| 9  | Josh Woods        | 1     | 12 settembre 2021 | Philadelphia             | Death Before Dishonor   |                                                                                                |
| 10 | Wheeler Yuta      | 1     | 1º aprile 2022    | Garland                  | Supercard of Honor XV   |                                                                                                |
| 11 | Daniel Garcia     | 1     | 22 settembre 2022 | Buffalo                  | Dynamite                |                                                                                                |
| 12 | Wheeler Yuta      | 2     | 10 dicembre 2022  | Arlington                | Final Battle            |                                                                                                |
| 13 | Katsuyori Shibata | 1     | 31 marzo 2023     | Los Angeles              | Supercard of Honor      |                                                                                                |
| 14 | Wheeler Yuta      | 3     | 25 novembre 2023  | Pittsburgh               | AEW Rampage             |                                                                                                |